# Allmän vintermygga
Allmän vintermygga (Trichocera hiemalis) är en tvåvingeart som först beskrevs av Charles De Geer (1720–1778) 1776.  Allmän vintermygga ingår i släktet Trichocera och familjen vintermyggor. Arten är reproducerande i Sverige. Inga underarter finns listade i Catalogue of Life.

## Bildgalleri

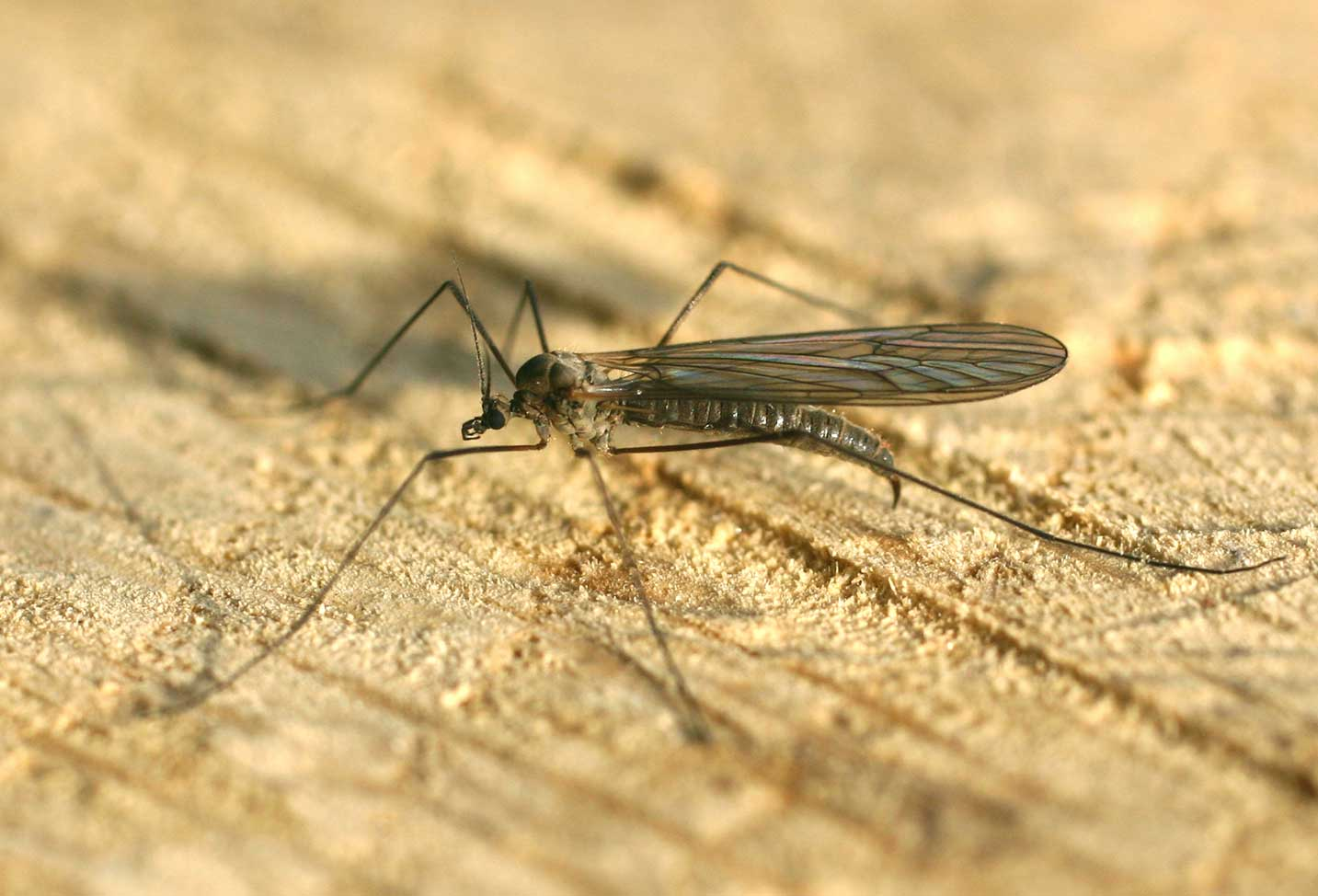
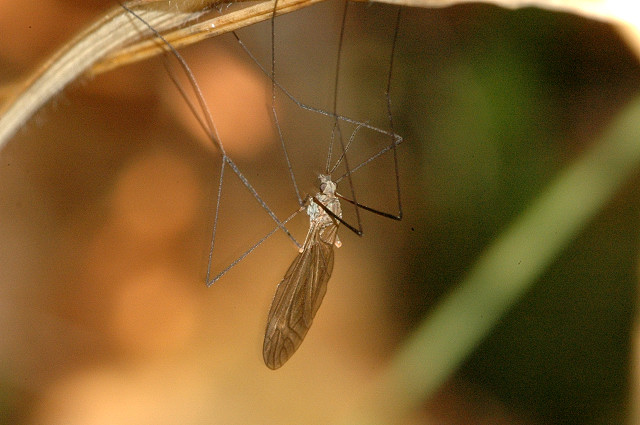
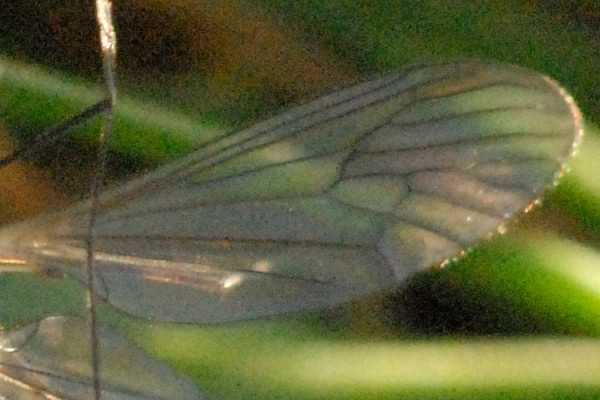